# جیمز مرداک آرچر دورانت
جیمز مرداک آرچر دورانت (انگلیسی: James Durrant; ۱۷ مارس ۱۸۸۵ – ۱۷ سپتامبر ۱۹۶۳) فرد نظامی اهل استرالیا بود.